# Нісітані Такафумі
Нісітані Такафумі (яп. 西谷 岳文) — японський ковзаняр, спеціаліст з бігу на короткій доріжці, олімпійський чемпіон, призер чемпіонатів світу та призер чемпіонатів світу, медаліст Азійських ігор,  чемпіон та призер Універсіади.
Золоту олімпійську медаль та звання олімпійського чемпіона Нісітані здобув на Олімпіаді 1988 року в Нагано на дистанції 500 метрів.
Після Туринської олімпіади Нісітані перейшов у велоспорт і став займатися популярним у Японії кейріном.

## Зовнішні посилання
- Досьє на www.sports-reference.com [Архівовано 17 вересня 2011 у Wayback Machine.]

## Виноски
1. ↑  Nagano 1998 Official Report - Volume 3 (PDF). Nagano Olympics Organizing Committee. LA84 Foundation. 1998. Процитовано 16 січня 2014.